# فریجیدیر
فریجیدیر (انگلیسی: Frigidaire) شرکت لوازم خانگی آمریکایی است، که در سال ۱۹۱۸ تأسیس شد.